# Autocoder
Autocoder fue el nombre dado a algunos lenguajes de ensamblador para un número de ordenadores IBM en la década de los 50 y los 60.
Los primeros Autocoders parecen ser los primeros ensambladores capaces de implementar la utilidad de los Macros.
El término autocoder debe distinguirse de autocode, un término de la misma época usado en el RU para lenguajes de alto nivel. Ambos términos provienen de la frase automatic coding, el cual se refiere generalmente a programas que rebajaban la capacidad del trabajo de los montes y la de programación.) En algunos círculos «autocoder» se utiliza de una manera genérica para referirse a lo que ahora se llama un macro-assembler.
Los primeros Autocoders aparecieron en 1955 para el IBM 702 y en 1956 para la mayoría de compatibles IBM 705. Fueron diseñados por Roy Goldfinger quien había trabajado antes en el ensamblador New York University's (NYU) NYAP.
Estas máquinas, eran máquinas comerciales de longitud de palabra variable como lo eran muchos de los ordenadores para los cuales Autocoder fue lanzado.
Además del 702 y el 205, también hubo Autocoders para los IBM 7010, IBM 7030 (Stretch), IBM 7070, IBM 7080, y los IBM 1400 series.
Otros fabricantes crearon algunos productos potencialmente comerciales, como NCR's «National's Electronic Autocoder Technique» (NEAT).
El Autocoder más conocido es el de IBM 1401, indudablemente debido en parte al éxito global de esa serie de máquinas. Autocoder fue el lenguaje primario de este ordenador y sus capacidades de Macros soportaban el uso del Sistema de control de Entrada/Salida el cual facilitaba la carga de programación. Otro ensamblador, Symbolic Programming System (SPS), fue el ensamblador presentado cuando el IBM 1401 fue originalmente anunciado como un ordenador punched-card-only (solo tarjetas perforadas). El SPS tenía la misma nemotécnica pero un formato de entrada diferente. Esto resaltó la falta de características del Autocoder y se usó habitualmente en máquinas sin unidades de cinta (punched-card-only)